# Psicólogo
Psicólogo é o profissional que pratica a psicologia e estuda estados mentais, processos e comportamentos perceptivos, cognitivos, emocionais e sociais. Seu trabalho muitas vezes envolve a experimentação, a observação e a interpretação de como os indivíduos se relacionam uns com os outros e com seus ambientes.
De modo geral, é necessário um bacharelado em psicologia para atuar na área, que pode ser complementado com mestrado e doutorado. Diferentemente de médicos psiquiatras, psicólogos geralmente não estão habilitados a prescrever medicação, mas, dependendo da jurisdição, alguns profissionais com treinamento adicional estão autorizados para tal; os requisitos de qualificação podem ser diferentes de um bacharelado e de um mestrado.
Os psicólogos recebem treinamento extensivo em testes psicológicos, técnicas de comunicação, pontuação, interpretação e relatórios, enquanto os psiquiatras geralmente não são treinados em testes psicológicos. Os psicólogos também são treinados e muitas vezes se especializam em uma ou mais psicoterapias para melhorar os sintomas de muitos transtornos mentais, incluindo, entre outros, tratamento de ansiedade, depressão, transtorno de estresse pós-traumático, esquizofrenia, transtorno bipolar, transtornos de personalidade e transtornos alimentares. Tratamento com psicólogos pode ser individual ou em grupos. A terapia cognitivo-comportamental é uma psicoterapia comumente usada, bem estudada e de alta eficácia praticada por psicólogos. Os psicólogos podem trabalhar com uma variedade de instituições e pessoas, como em escolas, em prisões, numa clínica privada, num local de trabalho ou com uma equipe esportiva.
A psicologia aplicada aplica a teoria para resolver problemas no comportamento humano e animal. Os campos aplicados incluem psicologia clínica, psicologia de aconselhamento, psicologia do esporte, psicologia forense, psicologia industrial e organizacional, psicologia da saúde e psicologia escolar. O licenciamento e os regulamentos podem variar de acordo com o país e a profissão.